# 毋忘初心大遊行
毋忘初心大遊行是2019年12月1日，一次反對逃犯條例修訂草案運動的公眾遊行，由尖沙嘴鐘樓遊行至紅磡香港體育館，事前獲發不反對通知書。主題是要市民記住成場運動的目標是爭取落實「五大訴求」，有至少38萬人參加，但由於警方下午4時強制終止遊行，所以沒有將紅館外的人數計算在內。而入夜後旺角爆發警民衝突。

## 過程

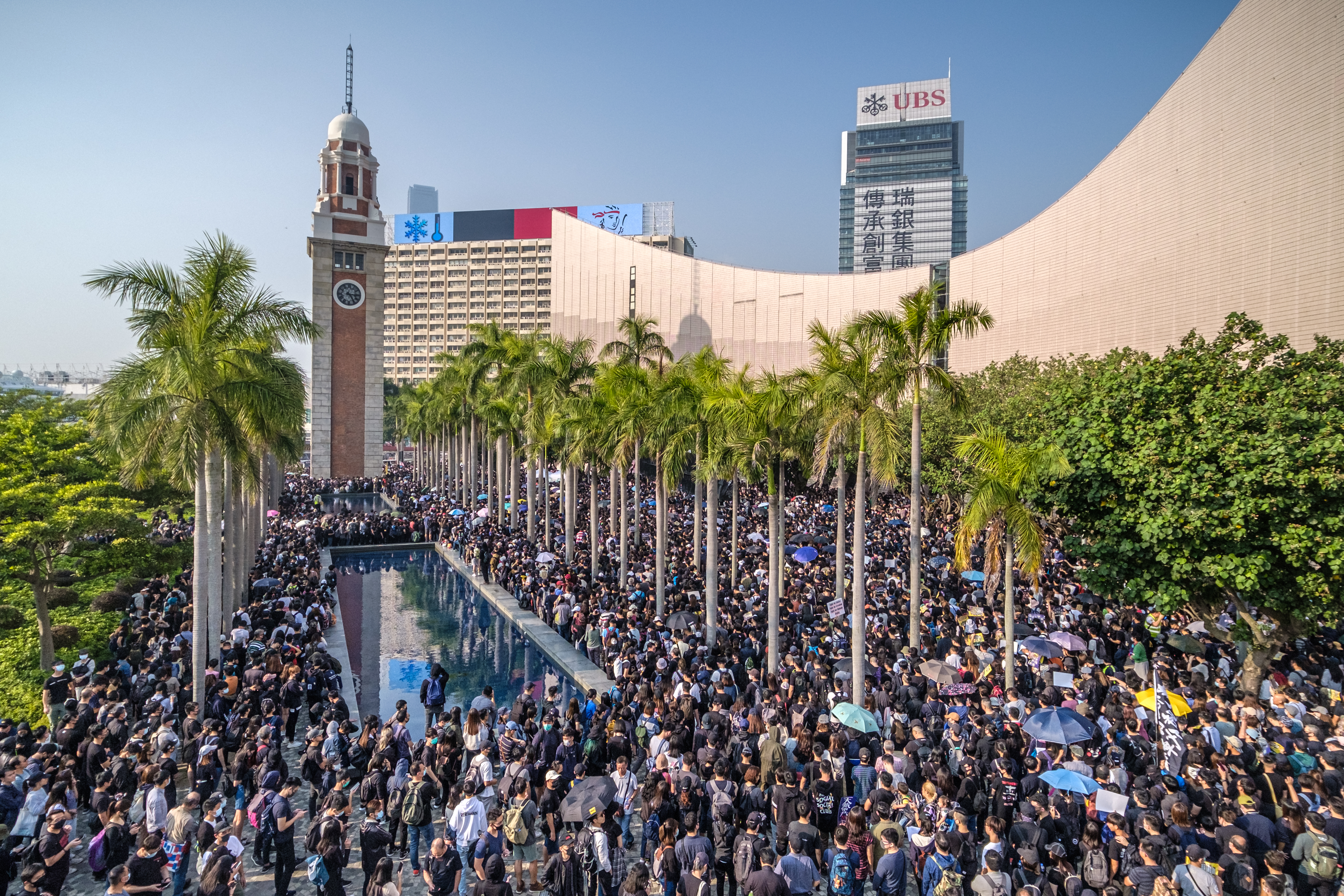
大批參與遊行的市民逼爆在鐘樓和香港文化中心一帶的空地

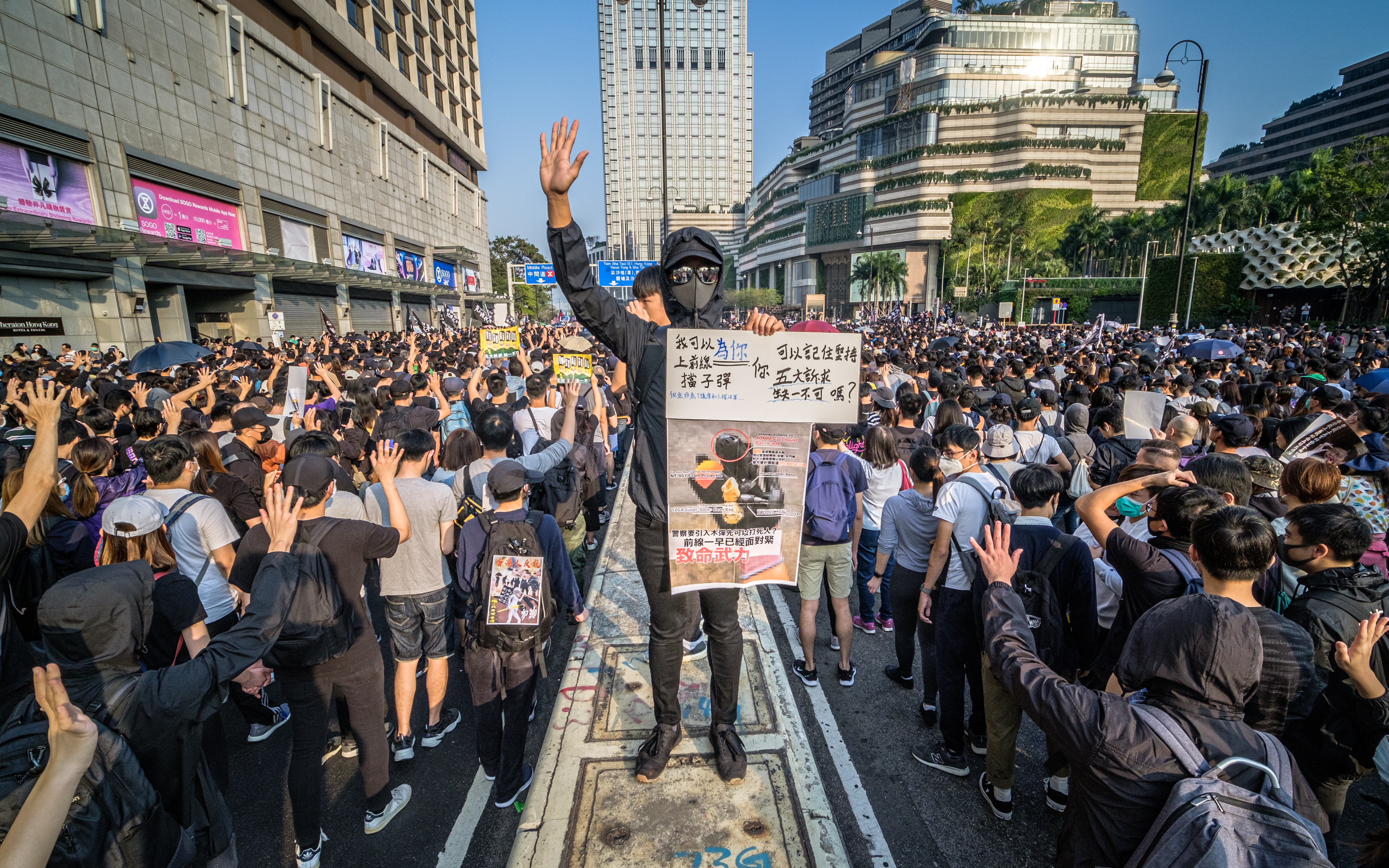
大批市民聚集在梳士巴利道，有示威者高舉五大訴求，缺一不可手勢

遊行原定下午4時由尖沙咀鐘樓起步，但下午3時許鐘樓一帶行空地、碼頭天橋和星光大道都已經有大量人士聚集，大部分身穿黑衣，多名警員在場戒備。
大批市民聚集在尖沙咀鐘樓一帶，高呼「五大訴求，缺一不可」、「香港人報仇」等口號，在場糾察呼籲市民走上行人路，惟參與遊行人數眾多，隊伍一度無法前進，人群走出並佔據梳士巴利道行車線。
下午4時許，警方多次舉起藍旗，警告在場人士正在參與非法集結。警方以『有示威者堵路』作理由，在遊行登場後1小時提前宣佈遊行完結，並在尖沙咀及黃埔多次發射催淚彈。一名長者在尖東站出入口樓梯請求警察不要使用胡椒噴霧，之後有警察將她推跌。

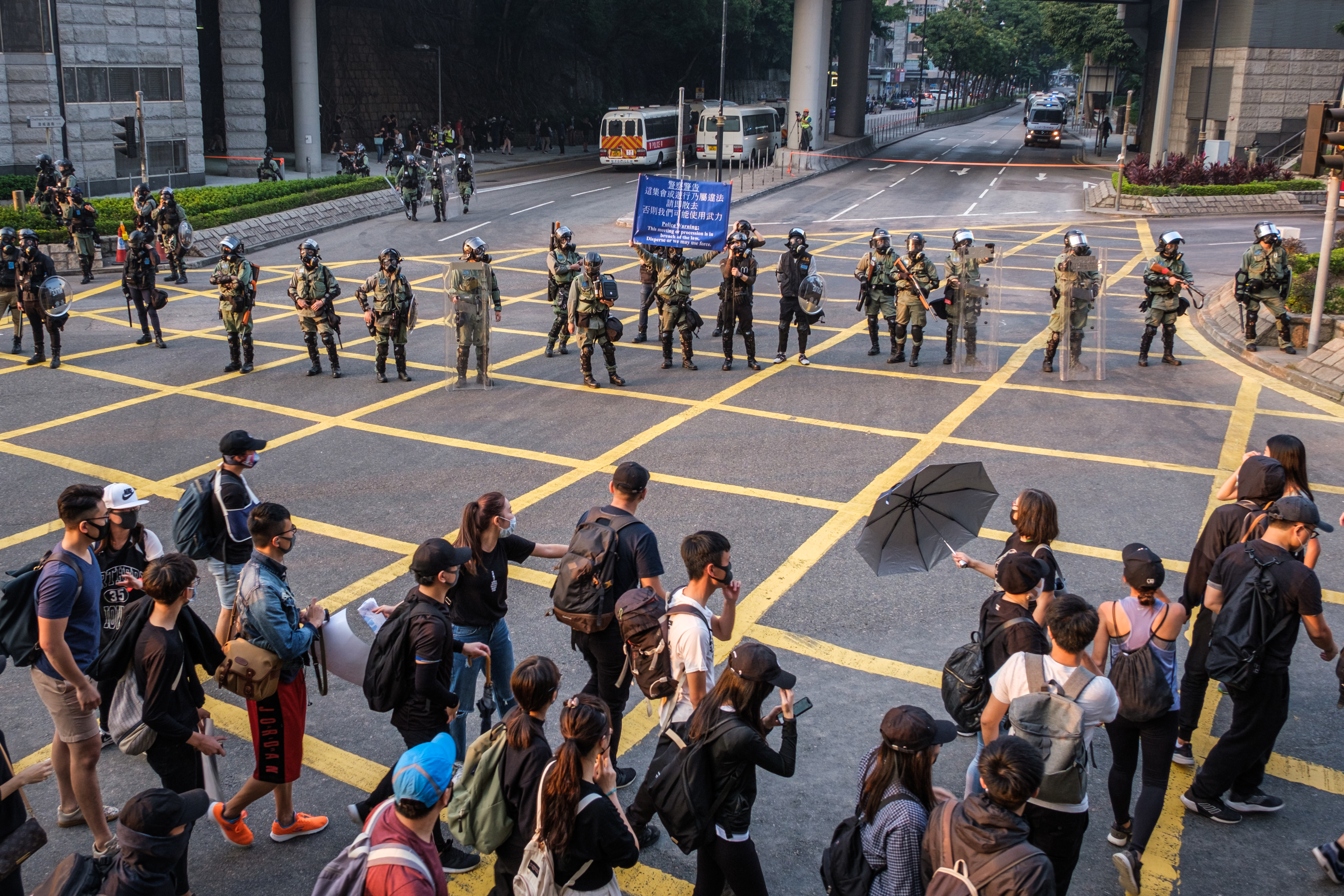
下午4時許，警方多次舉起藍旗，警告在場人士正在參與非法集結
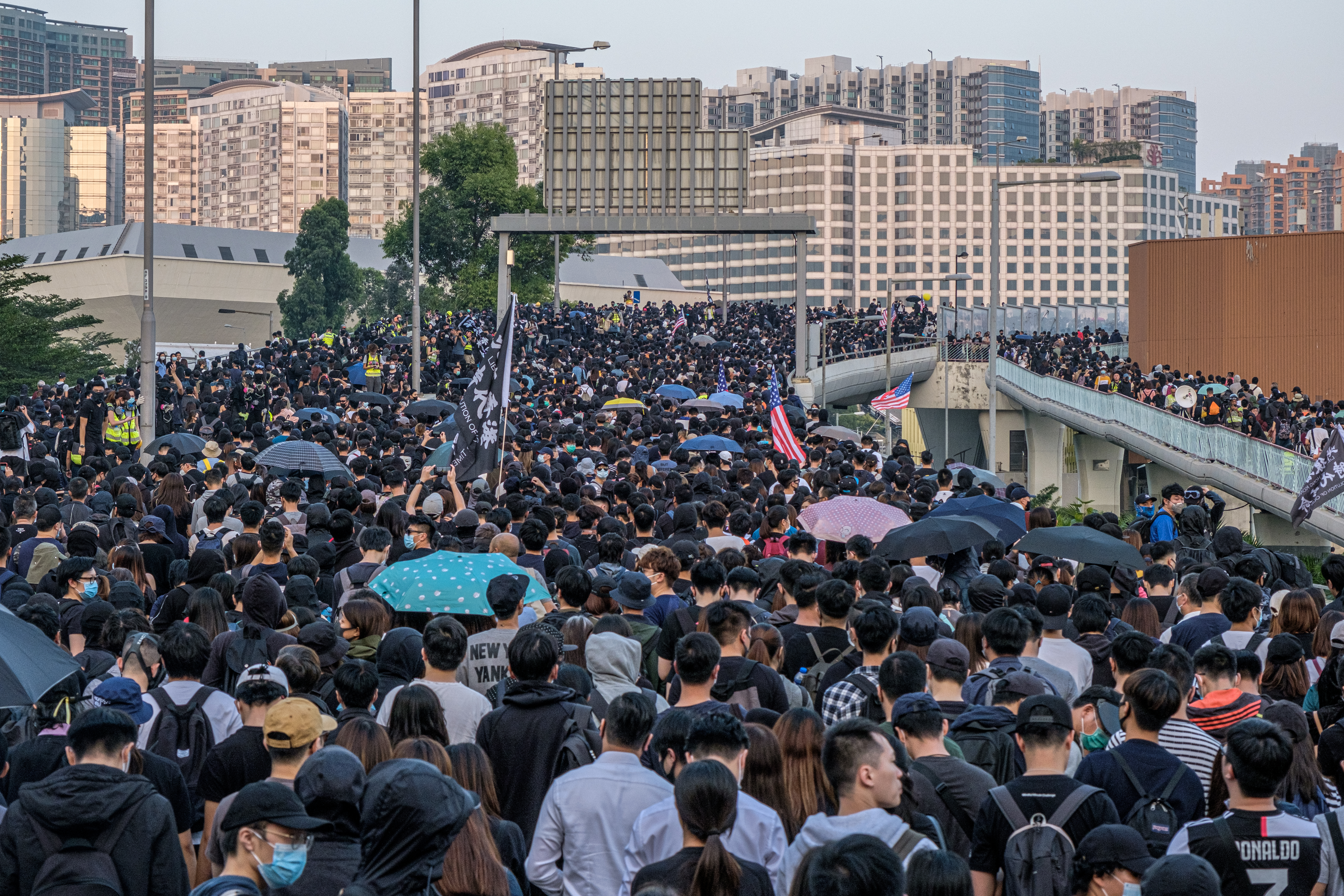
大批遊行人士步行至遊行終點紅磡香港體育館
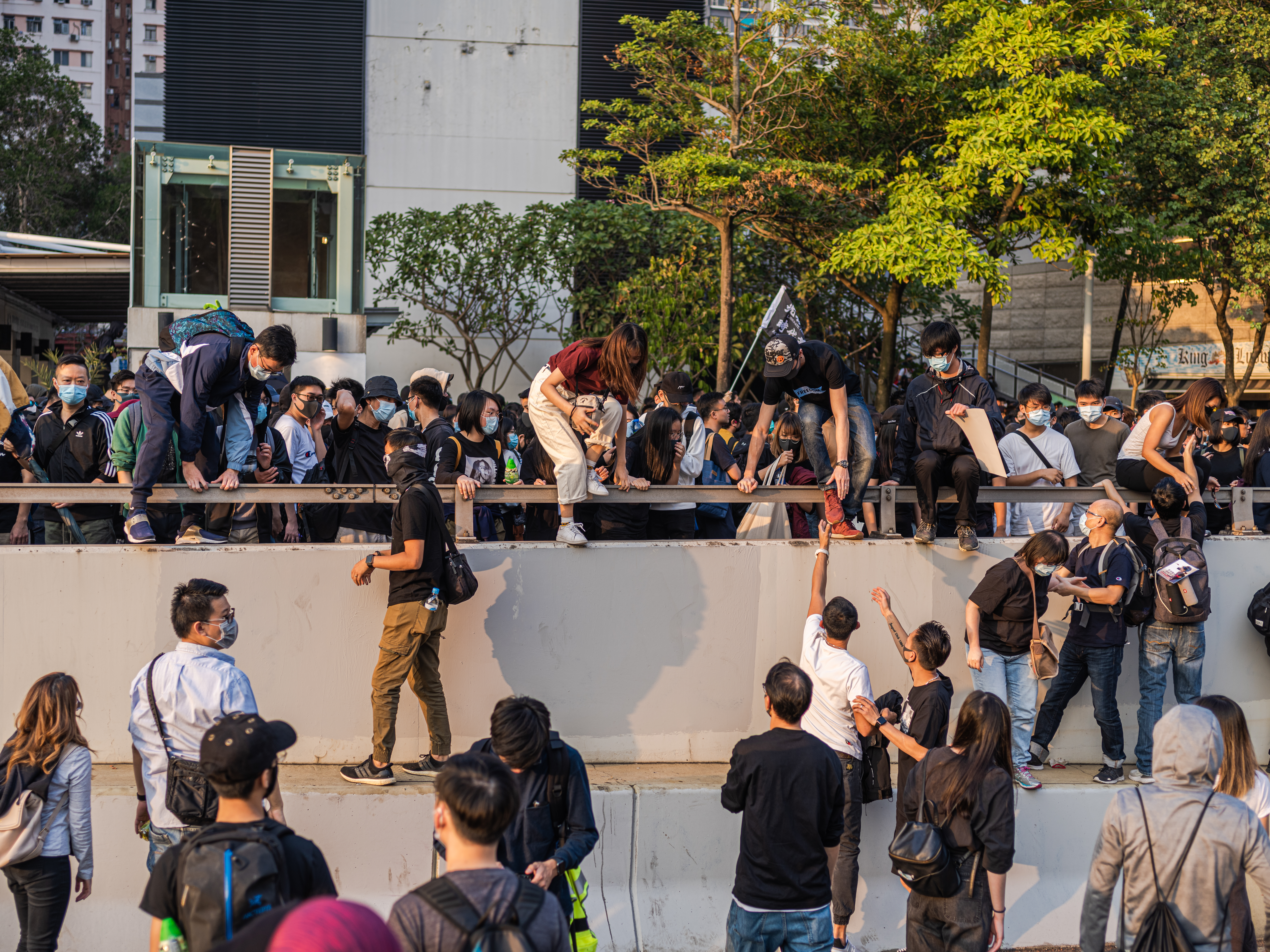
部分遊行人士擔心被警方追捕，請求市民幫助
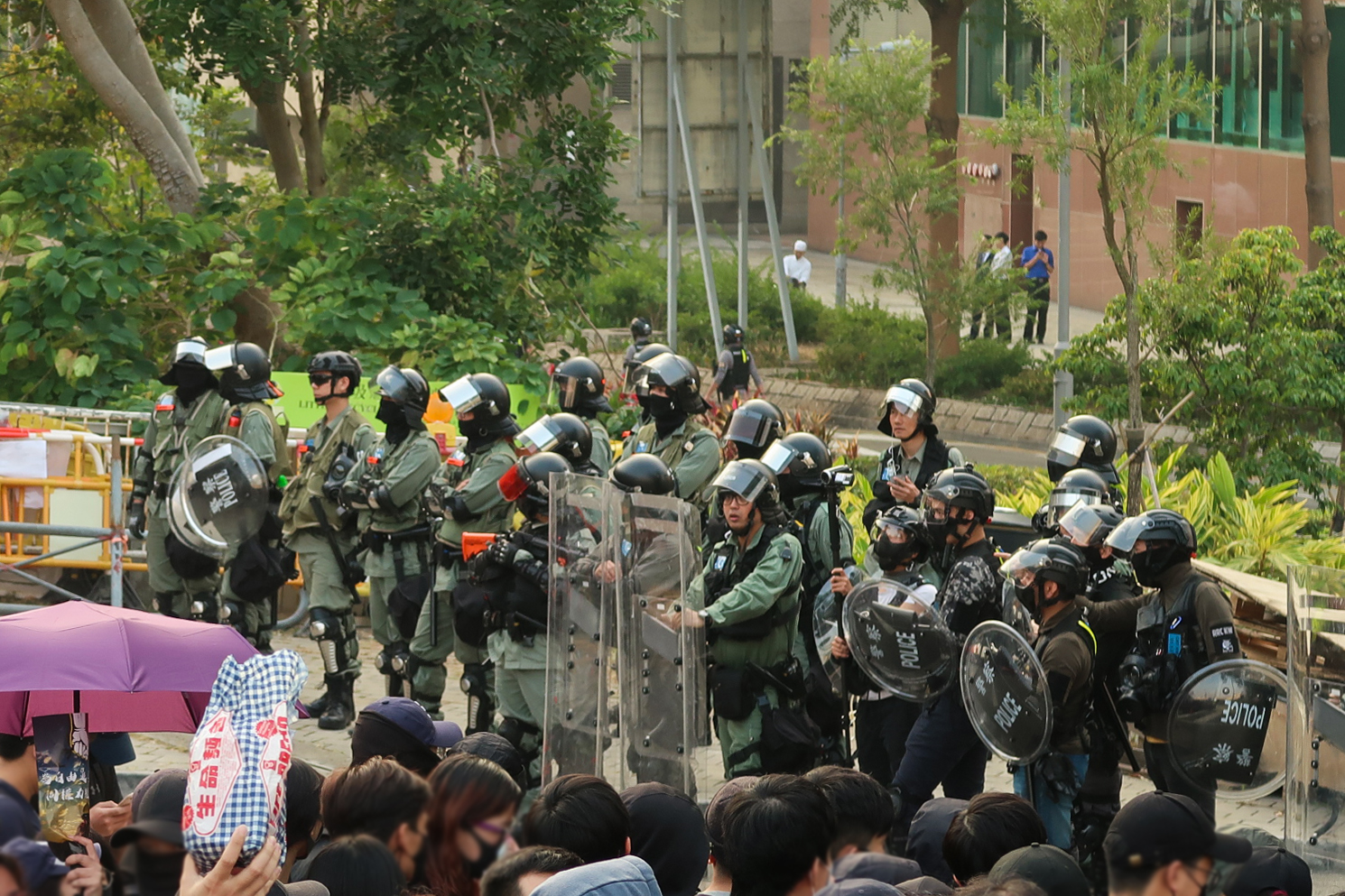
有示威者自攜生命麵包和詢問警員「食咗海底撈未？」

## 遊行後衝突

### 警察襲擊遊行人士及記者
下午5時許，當參與遊行的市民步行至遊行終點、紅磡體育館附近的國際都會商場對出，並沿天橋離開時，大批防暴警察突然衝上前施放胡椒噴霧，並指群眾正在參與非法集結。
另外，《立場新聞》一名記者，傍晚在尖沙咀近北京道位置採訪時，遭警察公共關係科的傳媒聯絡隊用手掩口，其他警員多次喝止記者拍攝，並用用胡椒噴霧指着記者頭部，強光照射鏡頭。
而Now新聞台拍攝到一批防暴警察在尖東站中間道出入口外呼籲在場人士離開。有人在電梯口拍照後，防暴警員隨即手持胡椒噴霧上前驅散市民，一名白衣女長者向跪地求饒時遭警員出手推倒地上，其後由黃背心的義工上前將她扶起。長者表示回家後感暈眩，立法會議員鄺俊宇陪同婆婆及其家人到醫院求醫，檢查後未有大礙。警察公共關係科高級警司江永祥稱警員與她有身體接觸，說市民不應阻礙警方工作，而警方或需採取必要行動推開他們。

### 黃埔警民衝突

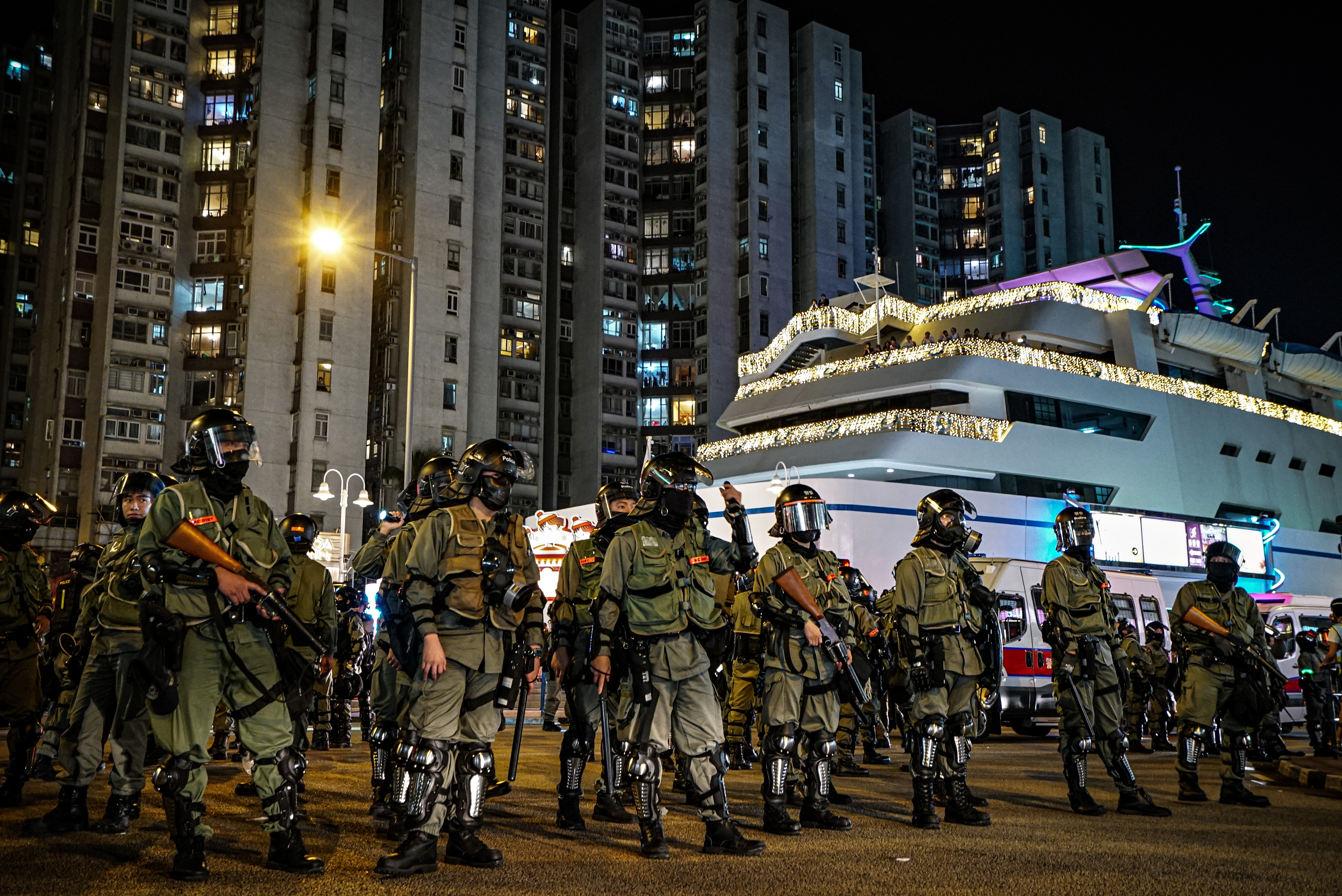
晚上，大批防暴警察在黃埔

警民衝突其後蔓延至黃埔，黃埔西區議員鄺葆賢嘗試調停，但被警員喝令不要說話、遵守法律。警方接連舉起黑旗、橙旗並連開多發催淚彈，現場煙霧瀰漫，有人吸入催淚煙感不適。
至晚上9時許，警員再次在黃埔十字路口多次施放催淚彈。民主黨立法會議員許智峯到場，勸警員不要使用武力。一名女警情緒激動，多次將胡椒噴霧舉向記者，又多次近距離指向許智峯，對其作出警告。

### 警察誇大示威者暴力
警察之新聞稿曾稱有「數百名暴徒投擲多枚煙霧餅」，但其後遭揭發誇大後，才修改新聞稿。

## 法庭提堂
- 一名16歲男學生於2019年12月1日在旺角彌敦道與奶路臣街交界，按下2架新世界巴士的緊急死火掣，因而可直接造成或導致交通受阻塞。被控1項導致交通遭受阻礙罪，被告承認控罪，2020年9月21日在西九龍裁判法院判處80小時社會服務令。[12]

- 一名34歲裝修工人被控12月1日凌晨零時30分於旺角道及彌敦道交界堵路期間，以長形鐵襲擊正清理路障的53歲男子頭部，引致左頭頂有4厘米裂傷，需縫10針，左前臂亦擦傷。他被控一項有意圖傷人罪。被告承認控罪，稱只是誤以為事主欲持利器傷人，才衝前襲擊事主，不過法官練錦鴻不接納被告說法。法官稱被告唯一目是襲擊「見義勇為」的事主，斥被告襲擊事主頭部是「極之歹毒」，判被告監禁40個月，另須賠償事主2萬元。[13]

- 3名19歲至25歲男被控在當日晚上於旺角彌敦道近豉油街交界參與非法集結。到2022年4月20日，裁判官崔美霞裁定當日該處有發生非法集結。其中29歲首被告當時看到彌敦道有人聚集，之後曾經逃跑及掙扎，法官認為被告在警方多次警告下仍然逗留在場是有意圖參與非法集結，因而裁定罪成。而19歲次被告由於當日穿啡色衫，而閉路電視顯示案發地點市民如常穿插行走，無證據顯示他們在警方警告下拒絕離開，因而裁定罪名不成立。負責拘捕25歲的第三被告，法官指警員的證供有明顯分歧及矛盾，而案發地點有市民穿插行走，裁定罪名不成立。[14]

- 一名30歲測量助理被控在當日晚上於旺角彌敦道近豉油街交界參與非法集結，經審訊後裁定罪成。雖然辯方求情時指出當時案發時間短，只有幾分鐘和規模不大，牽涉約100人，也沒有造成嚴重的破壞和出現暴力。不過裁判官崔美霞指出被告在警方警告後沒有離開，而被告自己亦攜帶了護目鏡、手袖等物品，並逗留在馬路上癱瘓交通，加上現場有人照射鐳射筆和叫喊口號，認為案情嚴重須判處監禁。最後判監4個月。[15]

- 4名男女於2019年12月1日在九龍旺角彌敦道近豉油街交界和其他人參與未經批准集結，被控違反公安條例第18（1）條屬非法集結的集結罪。21歲女被告早前認罪被判入獄3個月，而3名不認罪的男被告，經審訊後，2022年4月20日九龍城裁判法院裁判官崔美霞宣判，29歲地盤工人罪名成立，而19歲無業男子及25歲工程師則罪名不成立。

崔美霞裁決時指，地盤工必然知悉警方設置防線控制場面，但他在多次警告後仍留在馬路上，有意圖參與癱瘓交通。他與友人明知當日彌敦道的路面情況而仍選擇到創興廣場用膳的說法不合理。加上警方在他的背囊中搜出防毒面具、護目鏡等用品，推論他必然打算在對峙中使用，遂裁定他罪成。法庭為他索取背景報告後於5月4日判刑，期間他須還柙。
而2名被告被截停附近的閉路電視可見，當時有其他貌似正在購物的途人經過，不能證明2人是示威一份子而拒絕離開。李國瑋的背囊雖然有其他外衣，不過如果他打算在參與示威後更換衣服，不可能連價錢牌也不撕掉，就其隨身物品中，唯一未合理解釋用途的只有防毒面罩。而廖煒健的衣服雖以黑色為主，但無帶備一般示威者常用的物品，且警員描述他的裝束的證供有分歧，遂裁定控方未能在毫無合理疑點下斷定2人參與非法集結。

## 資料來源
1. 1 2  . 自由電子報. 2019-12-01  [2020-01-20]. （原始内容存档于2019-12-01） （中文（臺灣））.
2. 1 2 3 4 5 6  . 眾新聞.   [2020-01-20]. （原始内容存档于2020-10-24） （中文）.
3. ↑  . Now 新聞.   [2020-01-20]. （原始内容存档于2019-12-22） （中文（香港））.
4. ↑  . news.rthk.hk.   [2020-01-20] （中文（臺灣））.
5. ↑  Https://Www.post852.com, 852郵報. . 852郵報. 2019-12-01  [2020-01-20]. （原始内容存档于2019-12-02） （中文（香港））.
6. 1 2  . Rti 中央廣播電臺.   [2020-01-20]. （原始内容存档于2019-12-23） （中文）.
7. ↑  . Rti 中央廣播電臺.   [2020-01-20]. （原始内容存档于2019-12-23） （中文）.
8. ↑  . 立場新聞 Stand News.   [2019-12-24]. （原始内容存档于2019-12-02） （英语）.
9. ↑  . 立場新聞. 2019-12-01  [2020-03-10]. （原始内容存档于2019-12-03）.
10. ↑  . 巴士的報. 2019-12-03  [2020-03-10]. （原始内容存档于2020-04-05）.
11. ↑  . 明報. 2019-12-02  [2020-03-10]. （原始内容存档于2020-04-05）.
12. ↑  
.   [2020-09-22]. （原始内容存档于2020-10-26）.
13. ↑  . 明報. 2021-04-21  [2021-04-21]. （原始内容存档于2021-04-26）.
14. ↑  . 獨立媒體. 2022-04-20  [2022-04-21]. （原始内容存档于2022-06-17）.
15. ↑  . 獨立媒體. 2022-05-04  [2022-05-04]. （原始内容存档于2022-06-06）.
16. ↑  
.   [2022-08-16]. （原始内容存档于2022-08-16）.